# Dorothy Adams
Dorothy Adams (Hannah, Dakota del Nord, 8 de gener de 1900 - Los Angeles, California, 16 de març de 1988) va ser una actriu estatunidenca. Estava casada amb l'actor Byron Foulger des de 1921 fins a 1970. Era la mare de l'actriu de serials Rachel Ames.

## Filmografia parcial
- 1938 Broadway Musketeers com a Anna
- 1939 The Women com a Miss Atkinson
- 1939 Ninotchka com a Jacqueline
- 1940 The Fight for Life
- 1941 The Devil Commands
- 1941 The Shepherd of the Hills
- 1943 So Proudly We Hail! com a Tinent Irma Emerson
- 1944 Laura com a Bessie Clary
- 1945 Fallen Angel
- 1946 A Boy and His Dog
- 1946 Els millors anys de la nostra vida com a Mrs. Cameron
- 1941 Serenata nostàlgica
- 1950 Montana
- 1952 Carrie com a Mrs. Meebers
- 1956 Els Deu Manaments (The Ten Commandments) com a esclava hebrea
- 1956 Atracament perfecte (The Killing) com a Ruthie O'Reilly
- 1957 El tren de les 3:10 (3:10 to Yuma) com a Mrs. Potter
- 1958 Grans horitzons
- 1975 Peeper com a Mrs. Prendergast